# 天马街道 (常山县)
天马街道是中华人民共和国浙江省衢州市常山县下辖的一个街道办事处。
2012年12月18日，浙江省人民政府批复同意撤销天马镇建制，其行政区域改由常山县政府直辖。
2012年12月21日，衢州市人民政府批复同意在原天马镇区域内调整设立天马、紫港、金川3个街道办事处。天马街道下辖文峰、金川、屏山、东明、渡口、定阳6个社区和北屏山、西峰、东方红、常年青、南前坊、蒲塘、七里𡋱、程村、周塘、铜岭、龙潭、五联、钳口、石坝、袁青口、新联、中峰17个行政村，办事处驻地为原天马镇办公楼（胜利街40号）。

## 行政区划
天马街道下辖以下村级行政区划单位：
文峰社区、屏山社区、金川社区、东明社区、渡口社区、定阳社区、东方红村、南前坊村、西峰村、北屏山村、常年青村、蒲塘村、程村、七里𡋱村、周塘村、铜岭村、龙潭村、中峰村、五联村、石坝村、袁青口村、钳口村和新联村。